# Fréauville
Fréauville é uma comuna francesa na região administrativa da Normandia, no departamento de Sena Marítimo. Estende-se por uma área de 5,38 km². Em 2010 a comuna tinha 132 habitantes (densidade: 24,5 hab./km²).